# 結城政朝 (白河氏)
結城 政朝（ゆうき まさとも）は、室町時代後期から戦国時代にかけての武将。白河結城氏7代当主。

## 略歴
白河結城氏6代当主・結城直朝の嫡男として誕生。父と共に白河結城氏の最盛期を築き上げ、南奥州や北関東に権威を振るった。室に小峰直親娘、後室に蘆名氏。
文明2年（1470年）に相馬氏、文明6年（1474年）に岩城氏と同盟し、文明16年（1484年）には石川氏の一族を取り込んだ。長享3年/延徳元年（1489年）には伊達氏・蘆名氏・小山氏・下総結城氏と連合して佐竹氏と争った。
永正7年（1510年）、有力支族の小峰氏と対立して、小峰氏8代当主・小峰朝脩を自害させ、その後朝脩の父・直常（政重）に攻められ那須へ逃亡し、消息不明となった（永正の変）。この内紛により、白河氏の勢力は衰退することになる。政朝は直常の放った刺客によって殺害されたとも言われている。
文明13年（1481年）、白河結城氏の栄華を讃えて白河城下の鹿島神社で一日一万句の連歌会を催した。この連歌会は「宗祇戻し」の逸話がある。